# Ji Sung
Ji Sung (tên thật là Kwak Tae-kun, sinh ngày 27 tháng 2 năm 1977) là một nam diễn viên nổi tiếng người Hàn Quốc.

## Cuộc sống trước khi ra mắt
Ji Sung được sinh ra trong một gia đình có truyền thống giáo dục, cha anh là hiệu trưởng, còn mẹ là giáo viên.
Khi còn nhỏ, Ji Sung khao khát trở thành một cầu thủ bóng chày, nhưng cha mẹ anh hy vọng rằng anh có thể dành nhiều thời gian và năng lượng hơn cho việc học, bởi vì bố mẹ của Ji Sung đều theo ngành giáo dục nên họ cũng mong anh trở thành giáo viên. Sau khi vào trung học, anh đã ngừng chơi bóng chày.
Một hôm, Ji Sung vô tình xem một cảnh diễn người tự kỷ do Dustin Hoffman thủ vai trong phim Rain Man, nhờ vai diễn xuất sắc này đã gợi cho anh ý tưởng trở thành một diễn viên. Cha mẹ anh phản đối việc con trai mình tham gia ngành giải trí. Lên đại học, anh theo học Khoa Triết học ở trường Đại học Suwon. Tuy nhiên, Ji Sung chưa bao giờ từ bỏ mơ ước diễn xuất của mình, anh quyết định tạm dừng việc học và gửi thông tin của mình đến đài truyền hình SBS, anh đã vượt qua buổi thử vai cho bộ phim truyền hình "KAIST" và bắt đầu sự nghiệp diễn xuất của mình. Anh tốt nghiệp ngành Sân khấu và điện ảnh tại trường Đại học Hanyang.

## Sự nghiệp
Buổi thử vai đầu tiên của Jisung trong bộ phim truyền hình KAIST năm 1999, nơi anh được gặp nhà biên kịch Song Ji-na. Biên kịch Song nhận thấy được sự mới mẻ từ Jisung và viết nên một vai diễn mới cho anh, và đó là vai diễn đầu tiên mà anh nhận được. Theo như đề nghị của người quản lý, anh bắt đầu sử dụng nghệ danh Chae Ji-sung thay cho tên thật của mình, nhưng rồi họ lại bỏ đi Chae, và sử dụng cái tên Ji Sung như ngày nay chúng ta đang biết đến. Sau một vài vai phụ, Jisung bắt đầu được chọn vào những vai diễn lớn hơn, như trong bộ phim truyền hình Wonderful Days (còn được biết với tên Splendid Days, 2001), Sunshine Hunting (2002) và bộ phim hài lãng mạn Whistling Princess (2002).
Năm 2003, nhà sản xuất của bộ phim All In đã gặp một vài khó khăn khi tìm chọn người diễn vai thứ bởi vì hầu hết các diễn viên nam đều sợ bị so sánh với nam diễn viên Lee Byung-hun. Jisung đã tiếp cận nhà sản xuất Yoo Chul-yong và nói rằng anh muốn vai diễn đó; nhà sản xuất Yoo đã bất ngờ trước quyết định đó và nói:"Nó là của cậu". All In đã trở nên nổi tiếng, và nó cũng giúp cho Ji Sung nổi tiếng hơn, không chỉ trong nước mà là trong cả khu vực Đông Á. Và để thử thách bản thân mình, Ji Sung đã chọn bộ phim truyền hình dài tập The King's Women cùng với nữ diễn viên đã cùng đóng phim Wonderful Days với anh, Park Sun-young. Ji Sung đóng vai vua Gwanghaegun.
Bộ phim Save the Last Dance for Me (2004), Ji Sung đóng vai một doanh nhân bị mất trí nhớ, và đã yêu một cô y tá luôn chăm sóc anh (diễn bởi Kim Yoo-jin). Sau đó diễn vai khách mời là bạn trai thời đại học của Bae Jong-ok trong "Outing", bộ phim hai tập được viết bởi Lee Kyung-hee cho tuyển tập phim Beating Heart tiếp nối bộ phim kinh dị Blood Rain (2005) được diễn bởi diễn viên Kim Dae-sung.
Ji Sung tham gia nghĩa vụ quân sự vào 7 tháng 6 năm 2005. Lúc đầu, anh tham gia như một người một người bình thường, sau đó bộ phận nhân sự quân đội chuyển anh sang chế độ "lính nghệ sĩ" vào tháng 2 năm 2006 và anh trở thành "đại sứ về các vấn đề các vấn đề trong quân đội". Ji Sung xuất ngũ vào ngày 6 tháng 6 năm 2007.
Ji Sung quay trở lại màn ảnh nhỏ với bộ phim về y học New Heart, đóng vai một bác sĩ phẫu thuật tim đến từ một trường đại học y khoa nông thôn ít danh tiếng, có lòng từ bi và hay có những cuộc xung đột với người bạn đồng nghiệp đầy tham vọng (diễn bởi Kim Min-jung). Trong một cảnh quay h đã nghĩ đến người bà đã qua đời của mình, lúc bà nói rằng niềm vui duy nhất của bà chính là được nhìn thấy cháu của mình trong bộ phim All In. Khác với tính cách trong bộ phim, Ji Sung cho biết rằng anh rất ít nói và nhút nhát ở ngoài đời thực, nhưng tham gia bộ phim này đã giúp anh tìm thấy được một bộ mặt khác của mình..
Fate (2008) đã cho thấy được nhiều khía cạnh xấu của tình bạn, khi bốn người bạn (diễn bởi Song Seung-heon, Kwon Sang-woo, Kim In-kwon và Ji Sung) đã lập nên một kế hoạch đi trộm tiền của một sòng bạc để họ có thể rời khỏi một băng nhóm, nhưng rồi họ lại phản bội nhau. Ji Sung diễn một vai phụ, là một tay sai, cánh tay phải của ông chủ.
Swallow the Sun (2009) là bộ phim thứ hai Ji Sung hợp tác đoàn làm phim của All In, biên kịch Choi Wan-kyu và đạo diễn Yoo Chul-yong. Bộ phim này chuyển thể từ tiểu thuyết của nhà văn Kang Chul-hwa, và được quay ở Jeju, Las Vegas và Nam Phi. Ji Sung đã được huấn luyện để trở thành một nhân vật có ý chí mạnh mẽ, cứng rắn và phải vào tù thay cho ông chủ của mình và sau đó tham gia vào công cuộc phát triển nên Jeju.
Vào tháng 2 năm 2010, Ji Sung đã ký hợp đồng với công ty quản lý mới Namoo Actors. Sau đó vài tháng thì tham gia bộ phim cổ trang Kim Su-ro, The Iron King(2010), đóng vai người sáng lập nên Kim Quan Già Da.
Năm 2011, Ji Sung cùng với nữ diễn viên Yum Jung-ah tham gia bộ phim Royal Family về quyền lực của một gia tộc lớn. Trong năm đó, anh đã tham gia vào bộ phim hài lãng mạn Bảo vệ ông chủ cùng với diễn viên Choi Kang-hee.
Từ năm 2012-2013, Ji Sung diễn vai một nhà tiên tri thiên bẩm trong bộ phim The Great Seer, giúp cho Yi Seong-gye (diễn bởi Ji Jin-hee) lật đổ Goryeo, thành lập nên Joseon và trở thành vị vua đầu tiên Taejo.
Cuối năm 2012, Ji Sung tham gia bộ phim người lớn lãng mạn My PS Partner, đóng vai một nhạc sĩ-ca sĩ đang cố trải qua một mối tình đã tan vỡ thì nhận được một cuộc gọi quấy rối tình dục từ một người phụ nữ (diễn bởi Kim Ah-joong) đáng lẽ ra là phải gọi cho bạn trai mình..
Năm 2013, Ji Sung chọn bộ phim đầy bi kịch Secret Love, bởi vì anh thấy kịch bản "mới mẻ, chân thật và tinh tế". Anh vào vai một chàng trai nhà giàu có một cô bạn gái mới qua đời trong một vụ đâm xe bỏ chạy, và sau đó lại rơi vào lưới tình của một người phụ nữ đã vào tù một lần (diễn bởi Hwang Jung-eum).
Năm 2014, Ji Sung tấn công màn ảnh rộng với bộ phim Confession (cùng với Joo Ji-hoon, Lee Kwang-soo) nói về tình bạn của ba người đàn ông sau khi mẹ của một trong ba người qua đời.

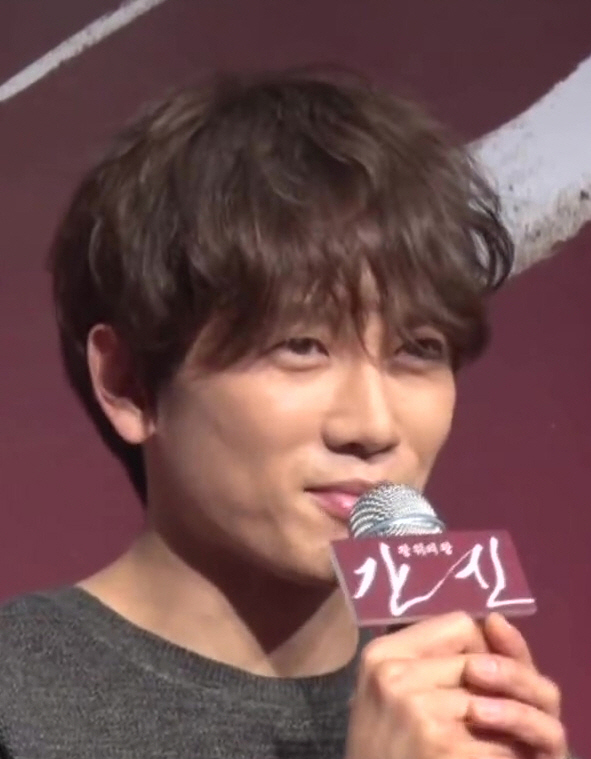
Ji Sung vào tháng 5 năm 2015

Năm 2015, Ji Sung tái hợp tác với Hwang Jung-eum trong bộ phim Kill Me, Heal Me, anh vào vai một người thừa kế bị rối loạn nhân cách, có 7 nhân cách khác nhau. Bộ phim đã thành công vang dội và phát triển thành một bộ phim đình đám, giúp Ji Sung giành được giải "Daesang" tại Giải thưởng phim truyền hình MBC 2015.
Năm 2016, Ji Sung tham gia bộ phim Entertainer, anh vào vai một người quản lý xảo quyệt và tự cho mình là trung tâm trong một công ty giải trí.
Năm 2017, Ji Sung trở lại với bộ phim Innocent Defendant, đây là bộ phim ăn khách và đứng đầu về tỷ suất người xem. Trong bộ phim, Ji Sung vào vai công tố viên Park Jung-woo, một ngày nọ anh thức dậy và thấy mình đang ở trong tù với tội danh giết vợ và con gái đồng thời Jung-woo cũng bị mất sạch trí nhớ trong vòng bốn tháng trở lại. Anh đấu tranh để phục hồi trí nhớ của mình và tìm ra sự thật về kẻ đã giết hại người thân mình. Ji Sung được đánh giá cao khi thể hiện những cung bậc cảm xúc đa dạng của nhân vật. Qua đó, anh nhận được giải thưởng Grand Prize (Daesang) tại Giải thưởng phim truyền hình SBS 2017.
Năm 2018, Ji Sung đóng vai chính trong bộ phim hài lãng mạn giả tưởng Familiar Wife. Cùng năm, anh trở lại thị trường điện ảnh với vai chính trong bộ phim hài Feng Shui.
Năm 2019, Ji Sung đóng vai chính trong phim truyền hình Doctor John. Bộ phim đánh dấu lần thứ hai vào vai bác sĩ của anh sau 11 năm kể từ bộ phim New Heart.

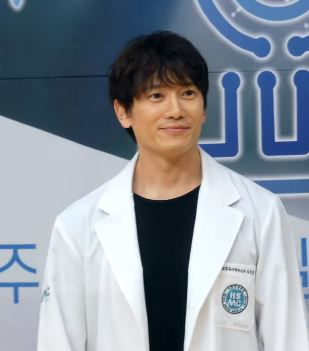
Ji Sung trong buổi họp báo phim Doctor John năm 2019

Năm 2020, Ji Sung tham gia chương trình truyền hình thực tế RUN của đài tvN cùng với Kang Ki-young, Lee Tae-sun và Hwang Hee.
Năm 2021, Ji Sung quay trở lại trong bộ phim truyền hình The Devil Judge của đài tvN với vai thẩm phán chủ tọa của tòa án tối cao Kang Yo Han.

## Đời sống riêng tư
Ji Sung từng hẹn hò với nữ diễn viên Park Sol-mi từ năm 2003-2006.
Ji Sung gặp Lee Bo-young khi đang quay bộ phim Điệu nhảy cuối cùng. Anh đã theo đuổi Lee Bo-young thành công sau nhiều lần bị cô từ chối. Họ công khai hẹn hò vào năm 2007.
Vào một ngày nắng đẹp tại Tây Ban Nha, Ji Sung đã ngỏ lời cầu hôn Lee Bo-young bằng một lá thư tình và hát ca khúc "Your Song" của Elton John mà cô ấy thích nhất. Ngày 2 tháng 8 năm 2013, Ji Sung và Lee Bo-young đính hôn.. Hai người kết hôn tại Aston House, W Seoul Walkerhill Hotel vào ngày 27 tháng 9 năm 2013.
Ngày 13 tháng 6 năm 2015, Ji Sung và Lee Bo Young chào đón con gái đầu lòng, bé Kwak Ji Yoo.
Ngày 5 tháng 2 năm 2019, cả hai đón chào con thứ hai, cậu bé được đặt tên là Kwak Woo Seong. Tổ ấm của Lee Bo-young và Ji Sung là gia đình được yêu mến hàng đầu tại Hàn Quốc.

## Sự nghiệp diễn xuất

### Phim truyền hình
| Năm  | Tên                                                                  | Vai diễn                                                               | Kênh phát sóng | Notes                                             |
| ---- | -------------------------------------------------------------------- | ---------------------------------------------------------------------- | -------------- | ------------------------------------------------- |
| 1999 | KAIST                                                                | Kang Dae-wook                                                          | SBS            |                                                   |
| 1999 | March                                                                |                                                                        | SBS            | Khách mời diễn xuất                               |
| 2000 | Popcorn                                                              |                                                                        | SBS            |                                                   |
| 2000 | I Want to Keep Seeing You                                            | Lee Ji-soo                                                             | SBS            |                                                   |
| 2001 | Delicious Proposal                                                   | Oh Joon-soo                                                            | MBC            |                                                   |
| 2001 | Open Drama Man & Woman / Couple of Hours Before Breaking Up with Her | Lee Soo-hyun                                                           | SBS            |                                                   |
| 2001 | The Rules of Marriage                                                | Hwang Won-soo                                                          | MBC            |                                                   |
| 2001 | Những ngày tươi đẹp / Wonderful Days                                 | Jang Seok-jin                                                          | SBS            |                                                   |
| 2002 | Let's Go                                                             |                                                                        | SBS            | Khách mời diễn xuất, xuất hiện ở tập: "Monkey"    |
| 2002 | Đi tìm ánh sáng / Sunshine Hunting                                   | Lee Seung-joon                                                         | KBS2           |                                                   |
| 2003 | Một cho tất cả / All In                                              | Choi Jung-won                                                          | SBS            |                                                   |
| 2003 | The King's Woman                                                     | Hoàng tử Gwanghae                                                      | SBS            |                                                   |
| 2004 | Lối sống sai lầm / Terms of Endearment                               | Noh Yoon-taek                                                          | KBS1           |                                                   |
| 2004 | Điệu nhảy cuối cùng                                                  | Kang Hyun-woo                                                          | SBS            |                                                   |
| 2005 | Beating Heart                                                        | Kim Woo-jin / Kim Seok-jin                                             | MBC            | Khách mời diễn xuất, xuất hiện tập 9-10: "Outing" |
| 2007 | Trái tim nhân ái / New Heart                                         | Lee Eun-sung                                                           | MBC            |                                                   |
| 2009 | Thôn tính thái dương / Swallow the Sun                               | Kim Jung-woo                                                           | SBS            |                                                   |
| 2010 | Vương triều đoạt ngôi / Kim Su-ro, The Iron King                     | Kim Su-ro                                                              | MBC            |                                                   |
| 2011 | Gia đình hoàng tộc / Royal Family                                    | Han Ji-hoon                                                            | MBC            |                                                   |
| 2011 | Bảo vệ ông chủ                                                       | Cha Ji-heon                                                            | SBS            |                                                   |
| 2012 | Đại phong thủy / The Great Seer                                      | Mok Ji-sang                                                            | SBS            |                                                   |
| 2013 | Bí mật kinh hoàng / Secret Love                                      | Jo Min-hyuk                                                            | KBS2           |                                                   |
| 2015 | Tìm lại chính mình                                                   | Cha Do-hyun, Shin Se-gi, Ferry Park, Ahn Yo-sub, Ahn Yo-na, Nana, Mr.X | MBC            |                                                   |
| 2016 | CEO tài ba                                                           | Shin Seok Ho                                                           | SBS            |                                                   |
| 2017 | Bị cáo                                                               | Park Jung-woo                                                          | SBS            |                                                   |
| 2018 | Người vợ thân quen / Familiar Wife                                   | Cha Joo-hyuk                                                           | tvN            |                                                   |
| 2019 | Bác sĩ Yo Han                                                        | Cha Yo Han                                                             | SBS            |                                                   |
| 2021 | Thẩm phán ác ma                                                      | Kang Yo Han                                                            | tvN            |                                                   |
| 2022 | Adamas                                                               | Ha Woo Shin, Song Soo Hyun                                             | tvN            |                                                   |

### Phim điện ảnh
| Year | Tên                                                                          | Vai diễn                          |
| ---- | ---------------------------------------------------------------------------- | --------------------------------- |
| 2002 | Whistling Princess                                                           | Joon-ho                           |
| 2004 | Phim anime Ám hành ngự sử / Phantom Master: Dark Hero from the Ruined Empire | Đọc lời tường thuật kết thúc phim |
| 2005 | Cơn mưa máu / Blood Rain                                                     | Du-ho                             |
| 2008 | Định mệnh / Fate                                                             | Park Yeong-hwan                   |
| 2012 | Đối tác gợi cảm / My PS Partner / Whatcha Wearin'?                           | Lee Hyun-seung                    |
| 2014 | Confession                                                                   | Im Hyun-tae                       |
| 2015 | The Vampire Lives Next Door to Us                                            | Chang-ho                          |
| 2018 | Bậc thầy phong thủy / Fengshui                                               | Heung-sun                         |

### Chương trình thực tế
| Year      | Tên                                                  | Network | Notes                  |
| --------- | ---------------------------------------------------- | ------- | ---------------------- |
| 2002-2002 | Live Music Camp                                      | MBC     | Dẫn chương trình       |
| 2003      | Hey Hey Hey                                          | SBS     | Khách mời              |
| 2004      | Music Bank                                           | KBS2    | Dẫn chương trình       |
| 2005      | Ya Shim Man Man: Ten Thousand People Have Been Asked | SBS     | Khách mời, tập 107     |
| 2005      | Shin Dong-yup and Kim Yong-man's Favorites           | SBS     | Khách mời, tập 51      |
| 2008      | STAR N the CITY: Ji Sung in Dubai                    | XTM     |                        |
| 2011      | Running Man                                          | SBS     | Khách mời, tập 54      |
| 2011      | Taxi                                                 | tvN     | Khách mời, tập 223     |
| 2011      | Healing Camp, Aren't You Happy                       | SBS     | Khách mời, tập 3       |
| 2011      | Giải thưởng phim truyền hình SBS 2011                | SBS     | Dẫn chương trình       |
| 2012      | Running Man                                          | SBS     | Khách mời, tập 116-117 |
| 2012      | Strong Heart                                         | SBS     | Khách mời, tập 151-152 |
| 2012      | Happy Together                                       | KBS2    | Khách mời, tập 276     |
| 2013      | Happy Together                                       | KBS2    | Khách mời, tập 317     |
| 2014      | Taxi                                                 | tvN     | Khách mời, tập 336     |
| 2014      | Running Man                                          | SBS     | Khách mời, tập 202-203 |
| 2015      | Three Meals A Day Season 2                           | tvN     | Khách mời, tập 4-5     |
| 2020      | RUN                                                  | tvN     | Thành viên chính       |

### MV
| Năm  | Tên MV                         | Ca sĩ         |
| ---- | ------------------------------ | ------------- |
| 2000 | Leave Me Alone                 | Lee Kang-shin |
| 2002 | Cold                           | Lee Ki-chan   |
| 2004 | Black and White Photos         | KCM           |
| 2008 | The Practical Usage of Sadness | Kim Bum-soo   |
| 2009 | Trickling                      | Wheesung      |
| 2019 | We                             | Baek Ji-young |

## Đĩa đơn
| Năm  | Tên bài hát         | Chú thích                     |
| ---- | ------------------- | ----------------------------- |
| 2004 | Confession          | Nhạc phim Terms of Endearment |
| 2012 | "Sexy Jingle Bells" | Nhạc phim Whatcha Wearin'?    |
| 2012 | Show Me Your Panty  | Nhạc phim Whatcha Wearin'?    |
| 2013 | Wuthering Heights   | Nhạc phim Secret Love         |
| 2015 | Manchurian Violet   | Nhạc phim Kill Me, Heal Me    |

## Giải thưởng và các đề cử
| Năm  | Giải thưởng                                                                              | Hạng mục                                                                                                | Tác phẩm              | Kết quả   | Chú thích |
| ---- | ---------------------------------------------------------------------------------------- | --- | --------------------- | --------- | --------- |
| 2001 | MBC Drama Awards                                                                         | Nam diễn viên trẻ xuất sắc nhất                                                                         | The Rules of Marriage | Đoạt giải | [ 64 ]    |
| 2001 | Giải thưởng phim truyền hình SBS                                                         | Nam diễn viên mới xuất sắc nhất                                                                         | Wonderful Days        | Đoạt giải | [ 65 ]    |
| 2003 | Giải thưởng phim truyền hình SBS                                                         | Nam diễn viên xuất sắc nhất thể loại phim truyền hình đặc biệt                                          | All In                | Đoạt giải | [ 66 ]    |
| 2004 | Giải thưởng phim truyền hình SBS                                                         | Nam diễn viên xuất sắc nhất                                                                             | Điệu nhảy cuối cùng   | Đề cử     |           |
| 2004 | Giải thưởng phim truyền hình SBS                                                         | Top 10 Ngôi sao nổi tiếng                                                                               | Điệu nhảy cuối cùng   | Đoạt giải | [ 67 ]    |
| 2004 | Giải thưởng phim truyền hình SBS                                                         | Cặp đôi đẹp nhất (với Eugene)                                                                           | Điệu nhảy cuối cùng   | Đoạt giải |           |
| 2008 | Giải thưởng Văn hóa Hàn Nhật / Han Il Culture Awards                                     | Ngoại giao dân sự / 민간외교부분 수상                                                                   | —                     | Đoạt giải | [ 68 ]    |
| 2008 | Giải thưởng phim truyền hình MBC                                                         | Nam diễn viên xuất sắc                                                                                  | New Heart             | Đề cử     |           |
| 2008 | Giải thưởng phim truyền hình MBC                                                         | Giải diễn xuất vàng của Nam diễn viên thể loại phim ít tập / Golden Acting Award, Actor in a Miniseries | New Heart             | Đoạt giải | [ 69 ]    |
| 2008 | Giải thưởng phim truyền hình MBC                                                         | Nam diễn viên ấn tượng                                                                                  | New Heart             | Đề cử     |           |
| 2008 | Giải thưởng phim truyền hình MBC                                                         | Cặp đôi đẹp nhất (với Kim Min-jung)                                                                     | New Heart             | Đề cử     |           |
| 2009 | Giải thưởng phim truyền hình SBS                                                         | Nam diễn viên xuất sắc nhất thể loại phim truyền hình đặc biệt                                          | Swallow the Sun       | Đề cử     |           |
| 2009 | Giải thưởng phim truyền hình SBS                                                         | Cặp đoi đẹp nhất (với Sung Yu-ri)                                                                       | Swallow the Sun       | Đề cử     |           |
| 2010 | Asia Model Festival Awards lần thứ 5                                                     | BBF Popular Star Award                                                                                  | —                     | Đoạt giải | [ 70 ]    |
| 2010 | Korea Best Dresser Swan Awards lần thứ 26                                                | Trang phục đẹp nhất hạng mục Nam diễn viên điện ảnh / Best Dressed, Movie Actor category                | —                     | Đoạt giải | [ 71 ]    |
| 2011 | Style Icon Awards lần thứ 4                                                              | Style Icon Actor / Bonsang                                                                              | —                     | Đoạt giải | [ 72 ]    |
| 2011 | Giải thưởng phim truyền hình MBC                                                         | Nam diễn viên xuất sắc nhất thể loại phim ít tập                                                        | Royal Family          | Đề cử     |           |
| 2011 | Giải thưởng phim truyền hình MBC                                                         | Nam diễn viên ấn tượng                                                                                  | Royal Family          | Đề cử     |           |
| 2011 | Giải thưởng phim truyền hình MBC                                                         | Cặp đôi đẹp nhất (với Yum Jung-ah)                                                                      | Royal Family          | Đề cử     |           |
| 2011 | Giải thưởng phim truyền hình SBS                                                         | Nam diễn viên xuất sắc nhất thể loại phim truyền hình đặc biệt                                          | Protect the Boss      | Đoạt giải | [ 73 ]    |
| 2011 | Giải thưởng phim truyền hình SBS                                                         | Top 10 Ngôi sao nổi tiếng                                                                               | Protect the Boss      | Đoạt giải | [ 73 ]    |
| 2011 | Giải thưởng phim truyền hình SBS                                                         | Cặp đôi đẹp nhất (với Choi Kang-hee)                                                                    | Protect the Boss      | Đoạt giải | [ 73 ]    |
| 2012 | Giải thưởng phim truyền hình SBS                                                         | Nam diễn viên xuất sắc nhất thể loại phim truyền hình đặc biệt                                          | The Great Seer        | Đề cử     |           |
| 2013 | Giải thưởng phim truyền hình KBS                                                         | Nam diễn viên xuất sắc nhất                                                                             | Secret Love           | Đoạt giải | [ 74 ]    |
| 2013 | Giải thưởng phim truyền hình KBS                                                         | Nam diễn viên xuất sắc thể loại phim ít tập                                                             | Secret Love           | Đề cử     | [ 74 ]    |
| 2013 | Giải thưởng phim truyền hình KBS                                                         | Giải cộng đồng mạng dành cho nam diễn viên xuất sắc                                                     | Secret Love           | Đề cử     | [ 74 ]    |
| 2013 | Giải thưởng phim truyền hình KBS                                                         | Nam diễn viên ấn tượng                                                                                  | Secret Love           | Đoạt giải | [ 74 ]    |
| 2013 | Giải thưởng phim truyền hình KBS                                                         | Cặp đôi đẹp nhất (với Hwang Jung-eum)                                                                   | Secret Love           | Đoạt giải | [ 74 ]    |
| 2014 | APAN Star Awards lần thứ 3                                                               | Nam diễn viên xuất sắc nhất thể loại phim ít tập                                                        | Secret Love           | Đề cử     |           |
| 2015 | Giải thưởng Nghệ thuật Baeksang lần thứ 51                                               | Nam diễn viên chính xuất sắc nhất - phim truyền hình                                                    | Kill Me, Heal Me      | Đề cử     |           |
| 2015 | Giải thưởng Phim truyền hình Quốc tế Seoul lần thứ 10                                    | Nam diễn viên chính xuất sắc nhất                                                                       | Kill Me, Heal Me      | Đề cử     |           |
| 2015 | Giải thưởng phim truyền hình Hàn Quốc lần thứ 8                                          | Grand Prize (Daesang)                                                                                   | Kill Me, Heal Me      | Đề cử     |           |
| 2015 | APAN Star Awards lần thứ 4                                                               | Nam diễn viên xuất sắc nhất thể loại phim ít tập                                                        | Kill Me, Heal Me      | Đề cử     |           |
| 2015 | Giải thưởng phim truyền hình MBC                                                         | Grand Prize (Daesang)                                                                                   | Kill Me, Heal Me      | Đoạt giải | [ 75 ]    |
| 2015 | Giải thưởng phim truyền hình MBC                                                         | Nam diễn viên xuất sắc nhất thể loại phim ít tập                                                        | Kill Me, Heal Me      | Đoạt giải | [ 75 ]    |
| 2015 | Giải thưởng phim truyền hình MBC                                                         | Nam diễn viên ấn tượng                                                                                  | Kill Me, Heal Me      | Đề cử     | [ 75 ]    |
| 2015 | Giải thưởng phim truyền hình MBC                                                         | Cặp đôi đẹp nhất (với Hwang Jung-eum)                                                                   | Kill Me, Heal Me      | Đề cử     | [ 75 ]    |
| 2015 | Giải thưởng phim truyền hình MBC                                                         | Cặp đôi đẹp nhất (với Park Seo-joon)                                                                    | Kill Me, Heal Me      | Đoạt giải | [ 75 ]    |
| 2015 | Giải thưởng phim truyền hình MBC                                                         | Top 10 diễn viên xuất sắc                                                                               | Kill Me, Heal Me      | Đoạt giải | [ 75 ]    |
| 2015 | Hội thảo phim truyền hình châu Á thường niên lần thứ 10 / 10th Asian TV Drama Conference | Giải cống hiến đặc biệt châu Á / Special Award, Actor                                                   | Kill Me, Heal Me      | Đoạt giải | [ 76 ]    |
| 2016 | Korea PD Awards lần thứ 28                                                               | Nam diễn viên xuất sắc nhất hạng mục phim truyền hình                                                   | Kill Me, Heal Me      | Đoạt giải | [ 77 ]    |
| 2016 | Giải thưởng thường niên DramaFever lần thứ 4                                             | Nam diễn viên chính xuất sắc nhất                                                                       | Kill Me, Heal Me      | Đoạt giải | [ 78 ]    |
| 2016 | Giải thưởng phim truyền hình SBS                                                         | Nam diễn viên xuất sắc nhất thể loại phim lãng mạn - hài hước                                           | Entertainer           | Đề cử     |           |
| 2017 | Giải thưởng Văn hóa và Nghệ thuật Đại chúng Hàn Quốc lần thứ 8                           | Bằng khen của Thủ tướng Chính phủ / Prime Minister Recommendation                                       | —                     | Đoạt giải | [ 79 ]    |
| 2017 | The Seoul Awards lần thứ nhất                                                            | Nam diễn viên chính xuất sắc nhất (phim truyền hình)                                                    | Innocent Defendant    | Đoạt giải | [ 80 ]    |
| 2017 | Grimae Awards lần thứ 30                                                                 | Nam diễn viên chính xuất sắc nhất                                                                       | Innocent Defendant    | Đoạt giải | [ 81 ]    |
| 2017 | Giải thưởng phim truyền hình SBS                                                         | Grand Prize (Daesang)                                                                                   | Innocent Defendant    | Đoạt giải | [ 35 ]    |
| 2017 | Giải thưởng phim truyền hình SBS                                                         | Nam diễn viên xuất sắc nhất phim phát sóng vào thứ Hai - thứ Ba                                         | Innocent Defendant    | Đề cử     |           |
| 2019 | Giải thưởng phim truyền hình SBS                                                         | Nam diễn viên xuất sắc nhất thể loại phim ít tập                                                        | Doctor John           | Đề cử     | [ 82 ]    |
| 2019 | Giải thưởng phim truyền hình SBS                                                         | Giải dành cho diễn viên chính                                                                           | Doctor John           | Đề cử     | [ 82 ]    |
| 2019 | Giải thưởng phim truyền hình SBS                                                         | Cặp đôi đẹp nhất (với Lee Se-young)                                                                     | Doctor John           | Đề cử     | [ 82 ]    |